# Pranciškus Ramanauskas

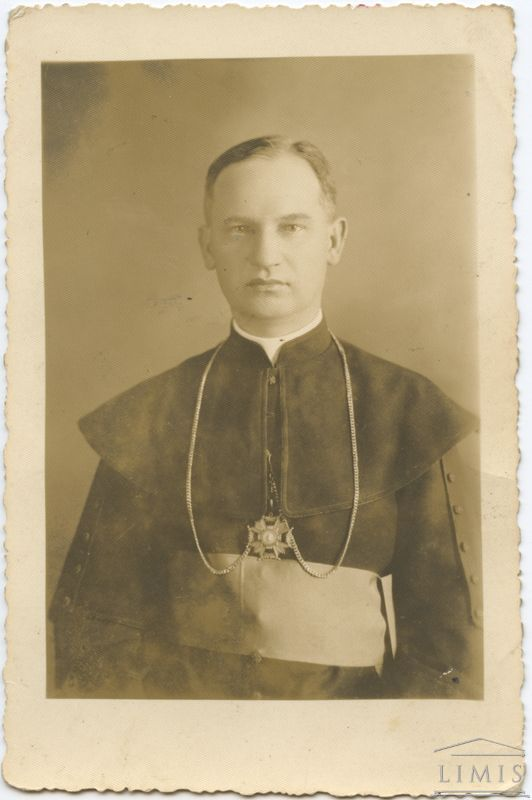
Pranciškus Ramanauskas

Pranciškus Ramanauskas (* 21. November 1893 in Kudoniuose, Gebiet Betygala, Rajon Raseiniai; † 15. Oktober 1959 in Telšiai) war ein litauischer Geistlicher und römisch-katholischer Weihbischof in Telšiai.

## Leben
Nach dem Studium am Priesterseminar Kaunas empfing er am 11. Januar 1917 die Priesterweihe. Er arbeitete in Pumpėnai (1917–1920), Raseiniai, Telšiai. Danach wurde er in Rom zum Doktor der Theologie promoviert. Seit 1932 lehrte er am Priesterseminar Telšiai als Professor für dogmatische Theologie und Religionspädagogik und war Inspektor. Ab 1940 bis 1946 war er dort Regens.
Am 28. Februar 1944 wurde er von Papst Pius XII. zum Weihbischof in Telšiai und zum Titularbischof von Carpasia ernannt. Am 9. April 1944 spendete ihm Erzbischof von Kaunas, Juozapas Skvireckas die Bischofsweihe. 
1946 wurde er von den sowjetischen Behörden festgenommen, 1947 zu 10 Jahren Lagerhaft verurteilt und deportiert. Im Lager Abese (Komi, Russland) weihte er 1954 heimlich den Dissidenten Alfonsas Svarinskas zum Priester. Im Juli 1956 wurde er aus der Haft entlassen.